# Рюстрель
Рюстре́ль (фр. Rustrel) — коммуна во французском департаменте Воклюз региона Прованс — Альпы — Лазурный Берег. Относится к кантону Апт.

## Географическое положение

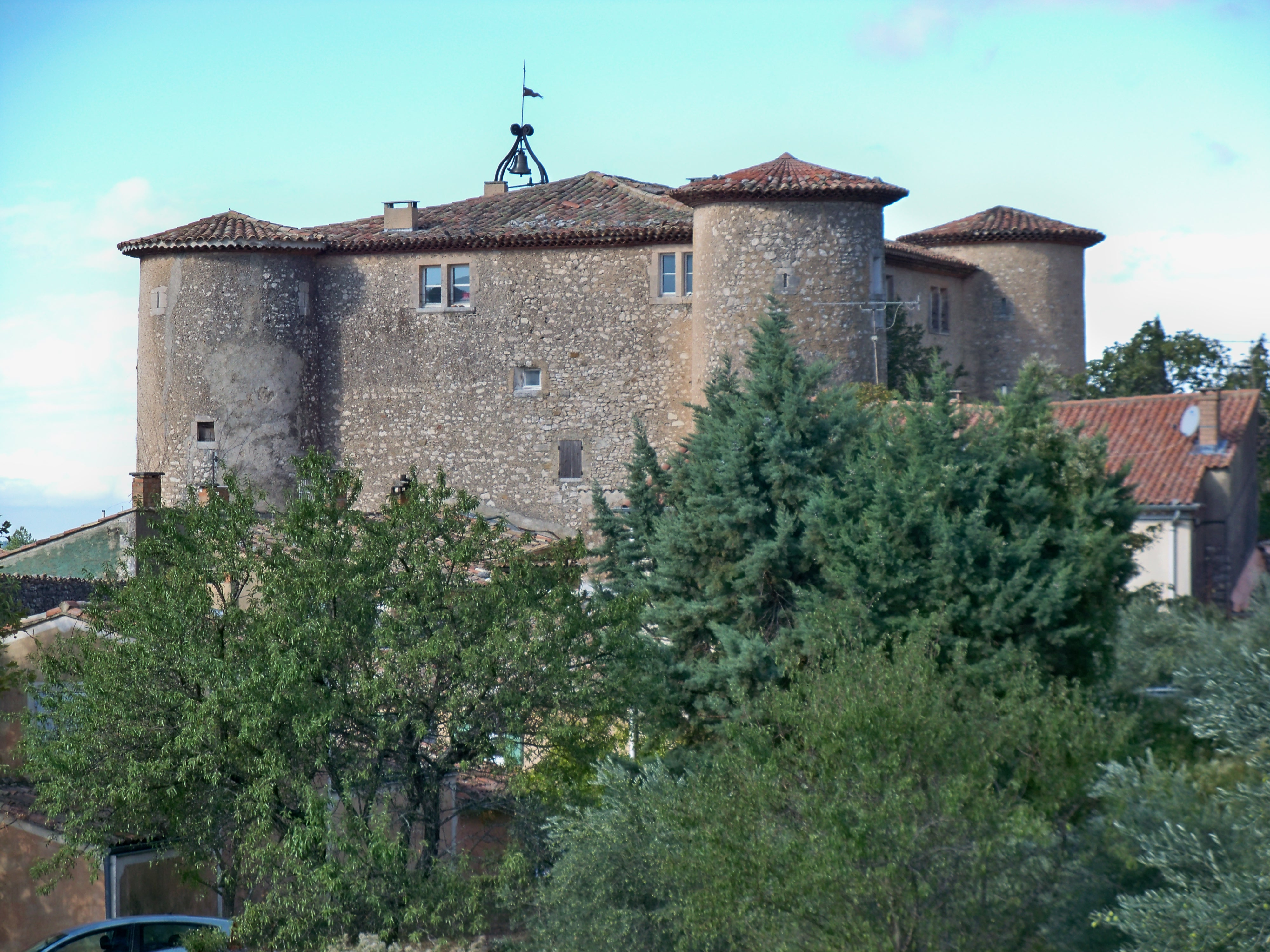
Замок Рюстрель, мэрия коммуны.

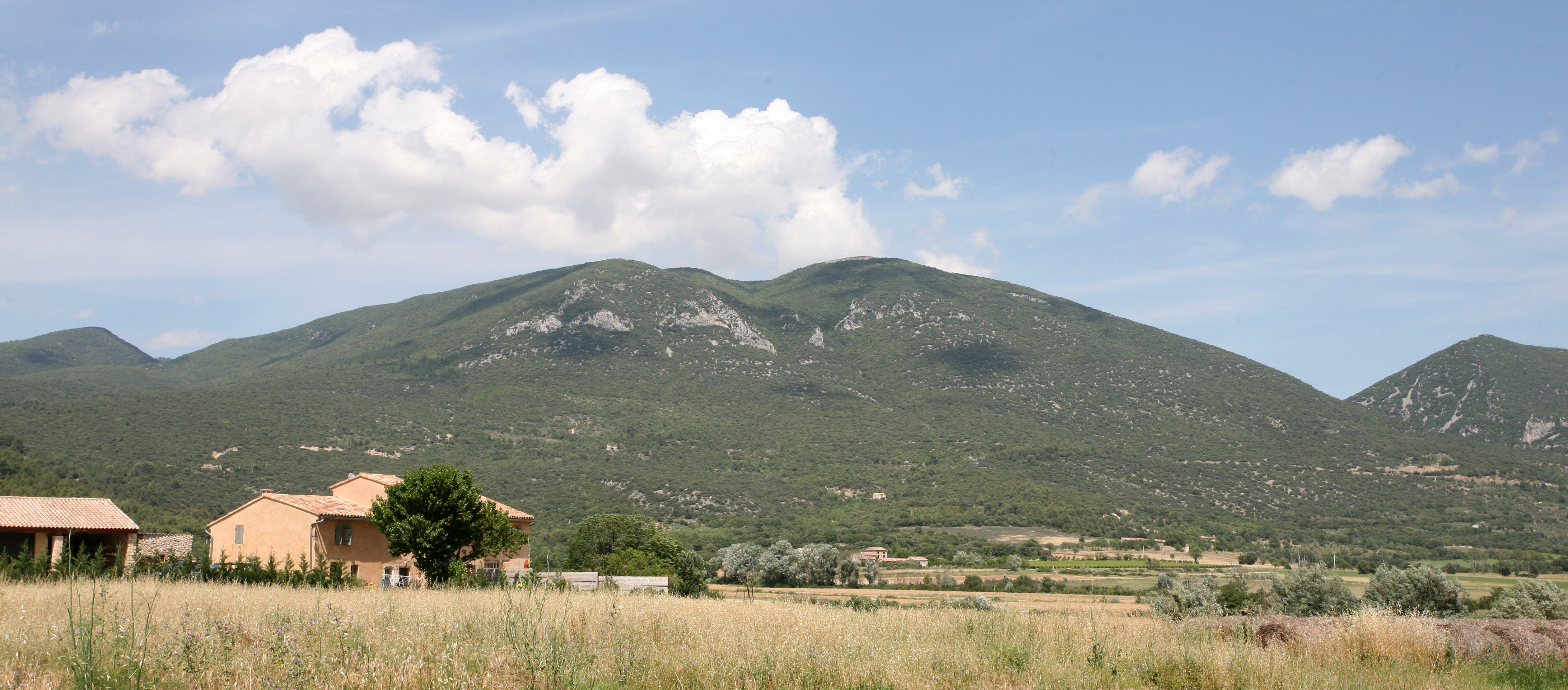
К югу от вершины Сен-Пьер.

Рюстрель расположен в 55 км к востоку от Авиньона. Соседние коммуны: Жиньяк на востоке, Казнёв на юге, Виллар на западе.

## Гидрография
Коммуну пересекает Доа, приток Калавона.

## Демография
Население коммуны на 2010 год составляло 749 человек.
| 1962 | 1968 | 1975 | 1982 | 1990 | 1999 | 2010 |
| ---- | ---- | ---- | ---- | ---- | ---- | ---- |
| 268  | 375  | 393  | 540  | 636  | 609  | 749  |

## Достопримечательности
- Провансальское Колорадо.
- Лавуары, фонтаны.

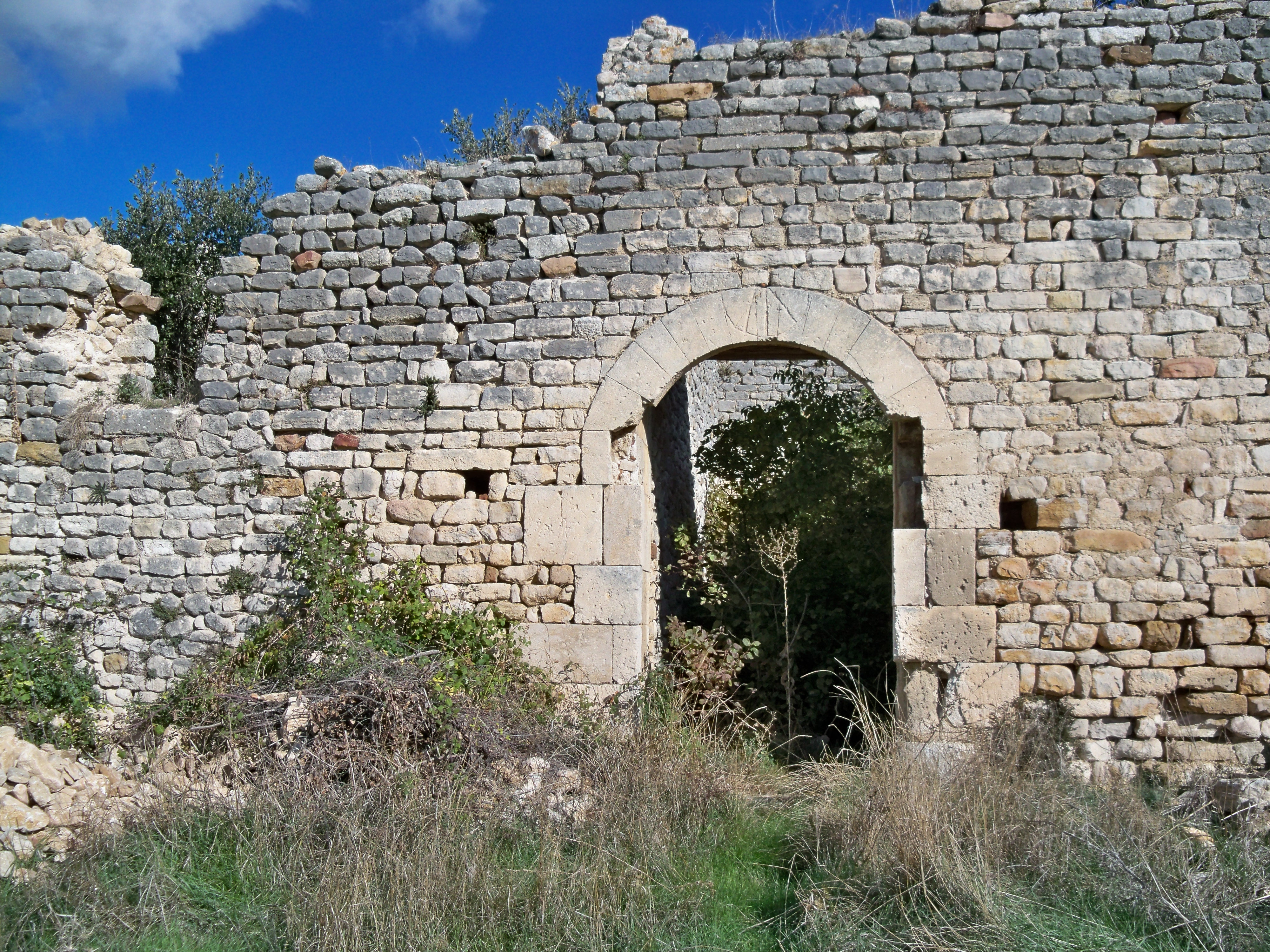

- Масляная мельница XVIII—XIX веков.
- Сталелитейная домна, была айтивна до XIX века.
- Замок Рюстрель, XVII век.
- Приорат Сен-Жюльен, XI век.
- Церковь Нотр-Дам-дез-Анж, до 1660 года была часовня Вильвьё. В 1660 году расширена.
- Приходская церковь Сен-Ромен, XVI век.
- Подземная лаборатория по исследованиям низких звуков в Рюстреле, основана в 1999 году.

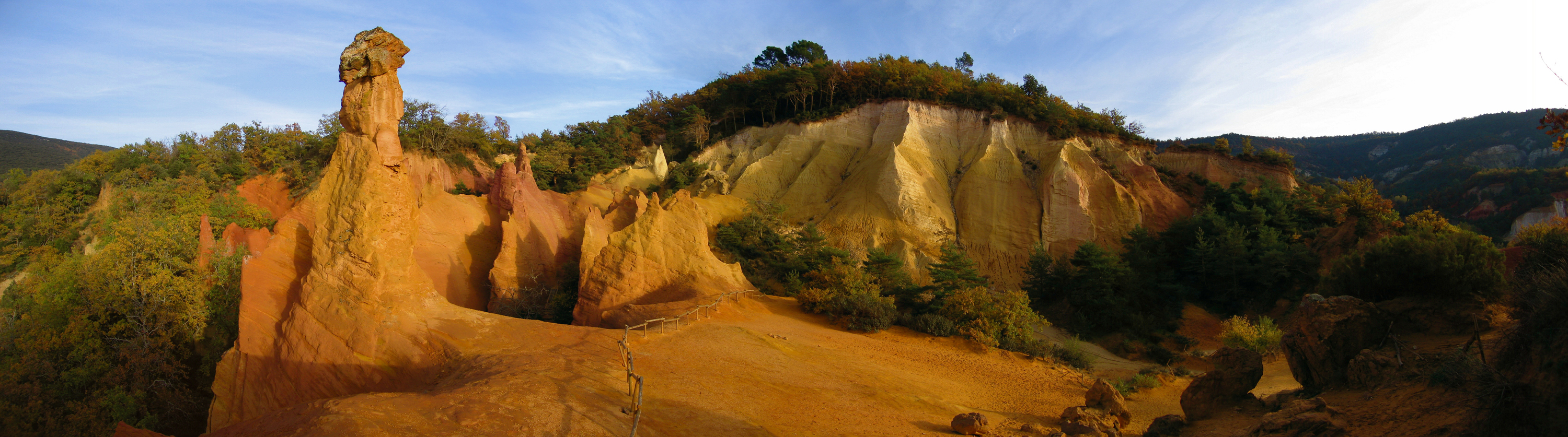
Панорама Провансальского Колорадо.